# Papaipema eryngii
Papaipema eryngii là một loài bướm đêm trong họ Noctuidae. Loài này được Bird miêu tả khoa học lần đầu tiên năm 1917.